# رعاية غير مؤسسية
الاعتداء المؤسسي هو سوء معاملة شخص (غالبًا ما يكون طفلا أو شخصٱ كبير بالسن) من الشخص المتحكم أو الذي لديه سلطة عليه. يتراوح الاعتداء من إساءة معاملة الأطفال بالمنازل مثل الإهمال و الإيذاء النفسي والبدني والجنسي والجوع، إلى آثار برامج المساعدة التي تعمل وفق معايير الخدمة المقبولة، أو الاعتماد على طرق قاسية أو غير عادلة لتعديل السلوك. تحدث سوء المعاملة في مؤسسات الرعاية في حالات الطوارئ مثل دور الكفالة، الدور الجماعية، دور رعاية ذوي القربى، منازل ما قبل تبني الأطفال، الذين يتم وضعهم في هذا النوع من الرعاية خارج المنزل، عادة ما يكونون في عهدة الدولة. وعادة ما تتم حوادث سوء المعاملة من قبل موظف في منشأة الرعاية. يقصد بالرعاية خارج المنزل أنها رعاية مؤقتة؛ ومع ذلك، يمكن أن يكون دائمة (إدارة كولورادو للخدمات الإنسانية)[بحاجة لمصدر] هناك العديد من الحلول الجارية لمنع العنف وحماية الأطفال الذين يتعرضون للإيذاء المؤسسي.

## خلفية
يمكن أن يحدث الاعتداء المؤسسي عادة في دار الرعاية، دار الحضانة، المستشفيات الخاصة للحالات الخطرة أو في العيادة الداخلية ويمكن أن يكون أي مما يلي:
- سوء المعاملة التمييزية
- سوء المعاملة المالية
- إهمال
- الاعتداء الجسدي
- الإساءة النفسية والعاطفية
- اعتداء جنسي
- اعتداء لفظي